# Saint-Ambroix (Cher)
 Saint-Ambroix  es una población y comuna francesa, situada en la región de  Centro, departamento de Cher, en el distrito de Bourges y cantón de Chârost.

## Demografía
| 524 | 496 | 409 | 406 | 386 | 374 |
| Para los censos de 1962 a 1999 la población legal corresponde a la población sin duplicidades (Fuente: INSEE [Consultar]) |     |     |     |     |     |